# 평로 (기술)

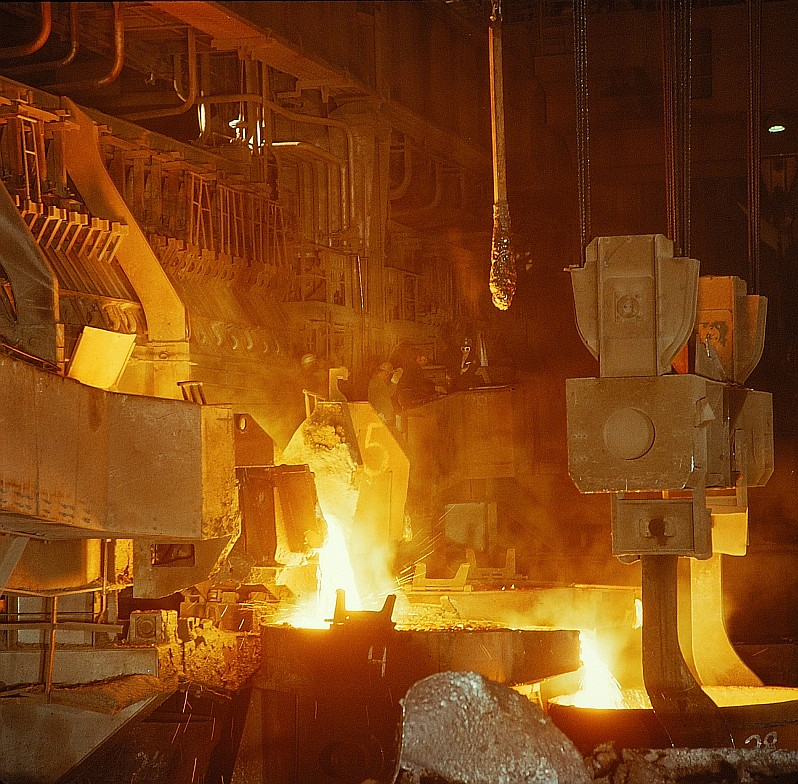

평로(open hearth furnace)은 1회에 대량의 용강을 얻는 노로이거나, 대형은 50~500ton, 중형은 10~25ton, 소형은 3~5ton 정도로서 공급되는 가스와 공기를 예열하는 축열신과 원효를 용해하는 반사로 설도 있다.

## 같이 보기
- 베서머 법